# Valdís Óskarsdóttir
Valdís Óskarsdóttir (* 1949 in Akureyri, Norðurland vestra) ist eine isländische Filmeditorin, Regisseurin und Drehbuchautorin.

## Leben
Valdís Óskarsdóttir besuchte keine Filmhochschule, sondern orientierte sich eher an ihren Hobbys und Interessen. So arbeitete sie als Fotografin für Zeitungen und Zeitschriften. Sie veröffentlichte kleinere Beiträge, beteiligte sich mit ihrer Fotografie an Ausstellungen und veröffentlichte einen Gedichtband. Nach einer erfolglosen Zeit als Schriftstellerin probierte sie sich als Schnittassistentin bei RÚV, dem nationalen isländischen Fernsehsender. Nachdem sie dort Nachrichtenbeiträge schnitt, erhielt sie im Juni 1985 das Angebot der isländischen Regisseurin Þórhildur Þorleifsdóttir beim Ton- und Bildschnitt der Familienkomödie Stella í orlofi zu assistieren. Nach einigen Jahren als Schnittassistentin durfte Valdís 1992 mit Ingalo im grünen Meer erstmals einen Filmschnitt eigenverantwortlich leiten.
Nachdem sie 1996 mit Zwei Helden von Thomas Vinterberg erstmals in Dänemark einen Film schnitt, verblieb sie dort einige Jahre. Und als sie erneut für ihn Das Fest und für Søren Kragh-Jacobsen Mifune – Dogma III schnitt, wurde sie jeweils mit einem Robert, dem nationalen dänischen Filmpreis, ausgezeichnet. Diese Filme sorgten auch international für Ansehen, sodass sie 2000 die Möglichkeit erhielt, mit Forrester – Gefunden! erstmals eine Hollywood-Produktion zu schneiden. Obwohl Valdís Óskarsdóttir keine großen Blockbuster schnitt, konnte sie 2004 mit dem Schnitt von Michel Gondrys Vergiss mein nicht! neben zahlreichen Nominierungen auch einige Filmpreise für den besten Schnitt abräumen, darunter gewann sie einen Online Film Critics Society Award für den Besten Schnitt und einen BAFTA Award für den Besten Filmschnitt.
Nachdem Valdís 2008 ihr Spielfilmdebüt mit der Komödie Sveitabrúðkaup als Regisseurin und Drehbuchautorin gab, erschien 2010 mit Kóngavegur ihr zweiter Film als Autorenfilmerin. Abermals schrieb und inszenierte sie eine Komödie, unter anderem mit Daniel Brühl in einer Hauptrolle.

## Filmografie (Auswahl)
| - 1986: Stella í orlofi - 1987: Weiße Wale (Skytturnar) - 1992: Ingalo im grünen Meer (Ingaló) - 1996: Zwei Helden (De største helte) - 1998: Das Fest (Festen) - 1999: Mifune – Dogma III (Mifunes sidste sang) - 2000: Forrester – Gefunden! (Finding Forrester) - 2002: Die kalte See (Hafið) - 2003: It’s All About Love - 2004: Vergiss mein nicht! (Eternal Sunshine of the Spotless Mind) - 2004: Yazı Tura – Kopf oder Zahl (Yazı Tura) | - 2007: Der Mongole (Монгол) - 2007: Mein Kind vom Mars (Martian Child) - 2008: Sveitabrúðkaup - 2010: Submarino - 2010: Kóngavegur - 2013: Metalhead (Málmhaus) - 2014: Lost River - 2016: In Front of Others - 2018: Kursk - 2021: Flag Day - 2022: Trom – Tödliche Klippen (Trom) |

## Auszeichnungen
| - BAFTA Award - 2005: Bester Schnitt – Vergiss mein nicht! - Online Film Critics Society Awards - 2004: Bester Schnitt – Vergiss mein nicht! | - Robert - 1999: Bester Schnitt – Das Fest - 2000: Bester Schnitt – Mifune |